# 広久手30号窯跡

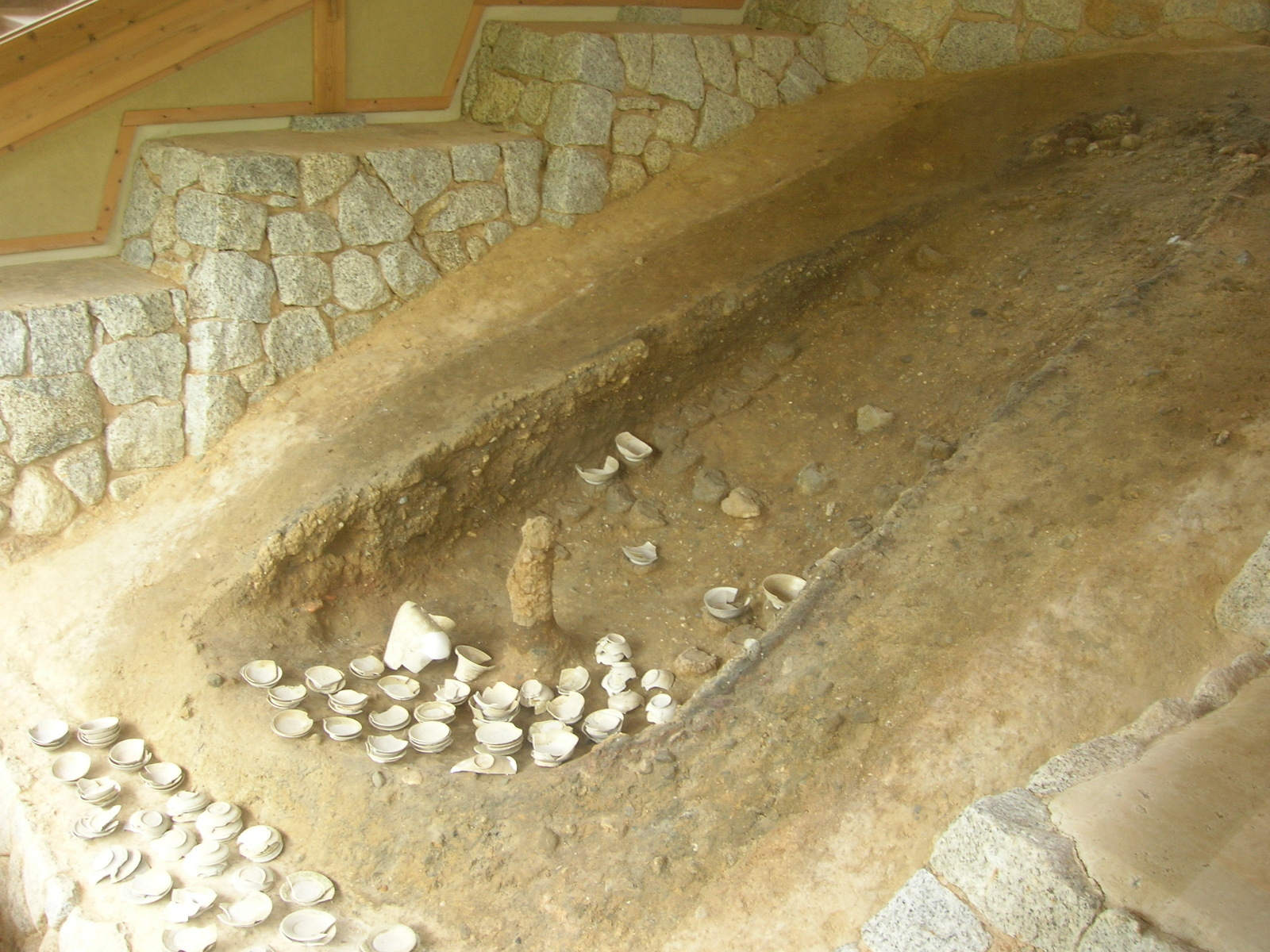
横から見た窯体、分焔柱と焼台列の一部が残存している。

広久手30号窯跡（ひろくてさんじゅうごうかまあと）は、愛知県瀬戸市にある遺跡（古窯跡）。瀬戸窯最古の窯として知られる。2006年（平成18年）9月27日付・瀬戸市指定史跡。
座標: 北緯35.0度11.0分12.2秒 東経137.0度6.0分39.8秒 / 北緯35.186722度 東経137.111056度

## 概要
愛知万博の会場となった海上の森に位置し、会場施設の建設に伴い2000年（平成12年）に発掘調査が行われた。調査の結果、10世紀末の平安時代中期に灰釉陶器を焼いていた窖窯で、瀬戸市内にある窯跡ではもっとも古いと判明した。時代的には猿投窯が縮小して瀬戸窯に移行する時期に当たるとされる。なお、隣接して見つかった広久手20号窯跡は調査後に埋め戻された。

## 窯体データ
丘陵の斜面に作られた半地下式の窖窯跡で、残存長4.2メートル、最大幅1.45メートル。残存する壁面から、天井部までの高さは約1メートルと推定される。床面の最大傾斜は35度で、天井は失われていたが焚口から燃焼室の分炎柱・焼成室までが残存しており、多数の灰釉陶器も出土した。

## 窯の歴史館
窯跡は万博瀬戸会場の施設として保存・整備された。窯体には覆屋が掛けられたほか出土品の展示施設も併設し、2009年（平成21年）現在も「窯の歴史館」として利用され、年に数回の学習会も開催されている。

### 利用案内
- 開館：9時30分〜17時（入場16時30分まで）
- 入館料：無料
- 休館日：月曜日（祝祭日の場合は翌平日）、年末年始。

### アクセス

#### 自家用車
- 国道155号大坪町交差点から国道248号を東進、愛知環状鉄道・愛知環状鉄道線の高架橋を越えて最初の信号を南進約1km。
  - 駐車場：27台

#### 公共交通機関
いずれも「海上の森センター」までのルート・所要時間。窯跡まではさらに散策路を歩く必要がある。
- 愛知環状鉄道・愛知環状鉄道線
  - 山口駅から徒歩で約25分。
  - 八草駅から徒歩で約30分。
- 愛知高速交通東部丘陵線（リニモ）
  - 八草駅から徒歩で約30分。